# Dirphya nigrofasciata
Dirphya nigrofasciata là một loài bọ cánh cứng trong họ Cerambycidae.